# Берёзовка (приток Нары)
Берёзовка — река в Московской области России, левый приток реки Нары.
Исток — в урочище Ляпилино, в 2 км к западу от платформы 241-й км Большого кольца МЖД, в 2-3 километрах севернее деревни Могутово, устье — в черте города Наро-Фоминска. За исключением первых 2 км от истока, протекает по дачным и пригородным посёлкам и непосредственно по городу Наро-Фоминску.
Длина — 12 км. Равнинного типа. Питание — преимущественно снеговое. Берёзовка замерзает в ноябре — начале декабря, вскрывается в конце марта — апреле.
Имеет два притока — реки Киясовку и Ильму. Также протекает по деревням Ивановка и Афанасовка.